# دائرة عين طارق
دائرة عين طارق إحدى دوائر ولاية غليزان الجزائرية . عاصمتها هي عين طارق وتضم بلديات : 
- عين طارق
- حد الشكالة